# Wybory parlamentarne w Albanii w 1923 roku
Wybory parlamentarne w Albanii (Księstwie Albanii) w 1923 roku odbyły się we wrześniu i były to ostatnie wolne wybory parlamentarne w tym państwie aż do 1990 roku. W wyborach do Rady Narodowej Albanii pojawiły się cztery ugrupowania polityczne: „Grupa Zogistów” (utworzona przez Ahmeda Zogu), „Opozycja Liberalna”, „Partia Ludowa” oraz „Niezależni” (grupa utworzona z inicjatywy Iliasa Vrioniego). „Zogiści” oraz Partia Ludowa stworzyli po tych wyborach koalicję.

## Wyniki wyborów
| Ugrupowanie polityczne | Miejsca w Zgromadzeniu |
| ---------------------- | ---------------------- |
| Grupa Zogistów         | 26                     |
| Opozycja Liberalna     | 36                     |
| Partia Ludowa (Clique) | 20                     |
| Niezależni (Pavarur)   | 14                     |